# Социологија хране
Социологија хране је једна од области руралне социологије, а многе области посвећене су економији пољопривредне производње. Социологија хране је и грана социологије која показује како се храна променила временом, а и сама исхрана човека, описује повезаност емоционалних, психолошких, и физиолошких потреба за храњењем и описује социјалну и културну усађеност феномена везаних за прехрану. Временом, људска храна је пролазила кроз велике трансформације и промене, сразмерно са напретком технологије и прехрамбене индустрије.
 Човек одувек има потребу за преживљавањем, а да би то успео неопходан је довољан унос хране и воде у организам, као и код других живих бића.

## Зачеци социолошког приступа храни
Током двадесетог века многи социолози и антрополози од функционалиста до структуралиста су изказали интерес за храну. Међу функционалистима, у њиховом почетном настајању, били су емпиристи који су описивали прехрамбене навике изразима обичајности и ритуалног понашања које подупире репродукцију стабилног друштва (Луптон 1996). Они су индентификовали одређене вредности и норме у начинима исхране које симболишу шире структуре друштва у целини и доказивали су да што се изван исказује као необичан прехрамбени обичај у ствари може имати функцију помоћи очувања друштва( Гуди 1982).
Функционалисти истичу утилитарну природу хране хране и дају примат њеним физичким квалитетима. Цео приступ је критикован анализирањем начина и процеса унутар статичког оквира остављајући мало простора за објашњење или чак и само разматрање значаја настанка, промена и конфликта. Такође нападан је са захтевом да ми можемо индентификовати функционалне потребе друштвеног система на основу обичаја и институционалних структура без залажења у циркуларно доказивање (Бирдворт и Кејл 1997). Већи део раних радова функционалиста о храни су предузели друштвени антрополози, међу којима су најпознатији Аудри Ричардс и Маргарет Меад.
Структуралисти траже шире узроке значаја прехрамбених навика, посебно како је укус културно обликован и друштвено контролисан (Менел, Муркот и ван Отерло 1992). Мирис, састав и нутритивни квалитет и остале биолошке особине се потцењују у корист друштвеног контекста. Један приступ је инволвирао истраживаче у примени Саусуресове лингистичке анализе за разумевање културне исхране. Посебно је Клауд Леви-Штраус анализирао универзалност опозитног значаја хране као што су сировост, кување и трулост.

## Развој људске хране
Још од давнина човек се храни разноврсно. Људи су ивек били сналажљиви толико да искорите скоро све могућности које му се понуде. Највећи помак је човек учинио када је открио ватру и њену функцију. Тада је он прешао са сирове на печену храну, што је имало велики утицај на даљи развој човечанства. Главни извори хране били су шуме, реке, језера, мора и равнице. Човек је у почетку само ловио животиње а касније почео да их узгаја и тако себи олакшава прехрану. Он узгаја и биљке од којих праве разне храњиве и здраве производе. Кроз огроман временски период од неколико хиљада година, човек је толико напредовао да данас храну налазимо на сваком ћошку, постоје читави прехрамбени ланци, технологијом је унапредио исхрану да је скоро све постало јестиво.

## Последице људске исхране
Начин исхране представља и начин живота, који је пропорционално напредовао. Човек је толико времена експрериментисао, да је исхраном угрозио своје здравље а и егзистенцију других живих врста.
Савремено човечанство се суочава деценијама са појавом великог броја болсети, насталих пре свега непреавилном исхраном, а затим и другим факторима ризика.
Неправилна исхрана у основи подразумева неуравнотеженени склад између утрошка организма и уноса храњивих материја. Неуравнотежена исхрана има за последицу поремећај матаболизма који даље утиче на настанак других поремћаја у организму. Дебаланс храњивих материја у организму је главни кривац за нарушено здравље организма. Та неуравнотежена исхрана је главни узрок болести цивилизације.
Човек је временом почео да у исхрани користи огроман број других живих врста. То ради у неконтролисаним и прекомерним количинама, што неповољно утиче на нашу планету Земљу. Све је више биљних и животињских врста пред изумирањем, а многе су због човекове исхране одавно избрисане са лица Земље.
Како наша планета Земља постаје све више насељена, тако је теже да се то становништво прехрани. И дан данас је позната и честа појава умирања од глади у сиромашнијим крајевима Земље. Прехрањени су углавном они који имају средстава и новца да то себи приуште, док они сиромашнији бивају запостављени.
Како наша планета постаје све више насељене, тако је теже да се то становништво прехрани. И дан данас је позната и честа појава умирања од глади у сиромашнијим крајевима Земље. Прехрањени су углавном они који имају средстава и новца да то себи приуште, док они сиромашнији бивају запостављени.